# برج‌های تهران تاج

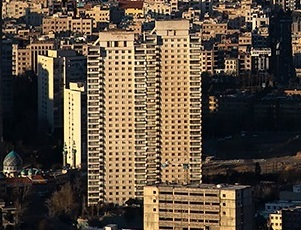
نمایی از مجتمع مسکونی برج های تهران

مجتمع مسکونی برج‌های تهران (که در قدیم با نام تهران تاج شناخته می شده است) یکی از مجتمع‌های مسکونی معروف در  شمال غرب شهر تهران است.
ساخت برج‌های دوقولوی تهران تاج توسط شرکت تهران تاج (که بعدها به تهران تارک تغییر نام داد) در سال ۱۳۷۱ - بعد از تاخیر نسبتا” طولانی و عمدتا” به دلیل جنگ ایران و عراق در سال‌های دهه ۶۰ - به اتمام رسید. این دو برج مجموعا” دارای حدود ۲۰۰ واحد آپارتمان مسکونی است. کوچک ترین آپارتمان ها در این دو برج با مساحت حدود ۱۶۰ متر مربع بوده و تعدادی آپارتمان با مساحت بالای ۳۰۰ متر مربع نیز وجود دارد.  
این برج‌ها که از بلندترین ساختمان‌های تهران به شمار می‌روند، دارای ۲۷ طبقه و ارتفاعی در حدود ۱۰۰ متر می باشند که در زمینی به مساحت حدود ۱۸٫۰۰۰ متر مربع واقع شده اند. 
مجتمع مسکونی برج های تهران در محله شهرک غرب، در ناحیه ۷ از منطقه ۲ شهرداری تهران، و در خیابان هرمزان واقع شده‌ است.